# Edward Victor Appleton
Edward Victor Appleton, född 6 september 1892 i Bradford, West Riding of Yorkshire, England, död 21 april 1965 i Edinburgh, Skottland, var en brittisk fysiker och professor i radiofysik, som fick Nobelpriset i fysik 1947 för sin forskning på jordens jonosfär.

## Biografi
Appleton var son till Peter Appleton, lagerförare och Mary Wilcock, och utbildades vid Hanson Grammar School. År 1911, tilldelades han ett stipendium för att börja studera vid St John's College, Cambridge, där han tog examen som bäst i klassen i naturvetenskap med fysik 1913.
Under första världskriget gick Appleton med i West Riding Regiment och övergick senare till Royal Engineers. Efter att ha återvänt från aktiv militärtjänst under första världskriget blev han laboratorieassistent i experimentell fysik vid Cavendish Laboratory 1920. År 1922 initierades han i frimureriet.
Appleton blev professor i fysik vid King’s College London 1924 och i naturfilosofi vid Cambridge 1936. År 1924 lyckades han visa att det reflekterande jonosfärskikt som Arthur Edwin Kennelly och Oliver Heaviside postulerat redan 1902 verkligen existerade.
Från 1939 till 1949 var han sekreterare vid Institutionen för vetenskaplig och industriell forskning. Adlad till riddare 1941 fick han 1947 Nobelpriset i fysik för sina bidrag till kunskapen om jonosfären, som ledde till utvecklingen av radar.
Från 1949 fram till sin död 1965 var Appleton vicerektor och rektor vid University of Edinburgh. År 1956 bjöd BBC honom att hålla de årliga Reith-föreläsningarna. Under en serie med sex radiosändningar, med titeln Science and the Nation, beskrev och förklarade han de många aspekterna av vetenskaplig aktivitet i Storbritannien vid den tiden. Han behandlade också i en mångfald skrifter elektriska problem särskilt angående den vetenskaplig utforskningen av den trådlösa telegrafin. Han invaldes 1948 som utländsk ledamot av Kungliga Vetenskapsakademien.

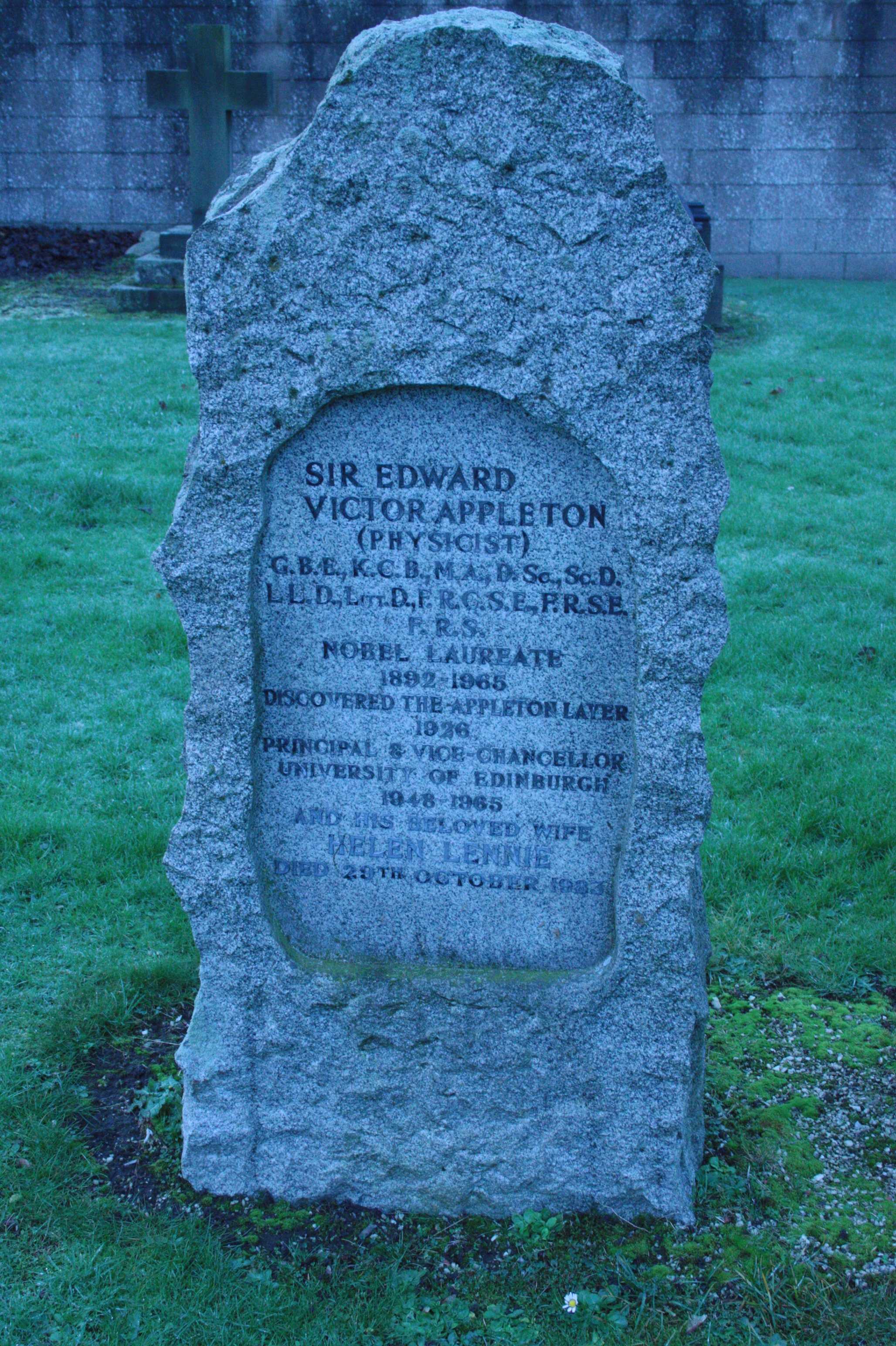
Gravsten över Sir Edward Victor Appleton, Morningside Cemetery, Edinburgh

Sir Edward är begravd i Edinburghs Morningside Cemetery med sin fru Helen Lennie (d. 1983).

## Utmärkelser och hedersbetygelser
- IEEE Morris N. Liebmann Memorial Award,  1929[13]
- Hughesmedaljen,  1933
- Bakerföreläsningen,  1937
- Guthrieföreläsning,  1942[14]
- Faraday-medaljen,  1946
- Nobelpriset i fysik,  1947[15][16]
- Chreemedaljen,  1947[17]
- Albert-medaljen,  1950
- Royal Medal,  1950
- Hedersdoktor vid Lavaluniversitetet,  1958[18]
- IEEE Medal of Honor,  1962[19]
- Honorary Fellow of the Royal Society of Edinburgh
- Fellow of the Royal Society
- Haakon VII:s frihetskors
- Riddare med storkors av Brittiska imperieorden
- Fellow of the American Academy of Arts and Sciences
- Knight Commander av Bathorden
- Gunning Victoria Jubilee Prize

[Redigera Wikidata]
År 1974 döptes Radio and Space Research Station till Appleton Laboratory för att hedra mannen som hade gjort så mycket för att etablera Storbritannien som en ledande kraft inom jonosfärisk forskning och att han hade medverkat vid stationen först som forskare och sedan som sekreterare i dess moderorgan, Institutionen för vetenskaplig och industriell forskning.
Dessutom har följande namngivits till hans ära:
- Rutherford Appleton Laboratory
- Appleton Medal and Prize
- Appleton Suite at Bradford Register Offices
- Appleton Tower vid the University of Edinburgh
- Appleton Science Building vid Bradford College
- Appleton Academy, en skola i Wyke-området i staden Bradford
- Appleton, krater på månen namngiven till hans ära.
- Appleton Layer, som är det högre atmosfäriska joniserade skiktet ovanför E-skiktet
- Årlig Appleton Lecture at the Institution of Engineering and Technology